# Lambertz-Gruppe
Die Aachener Printen- und Schokoladenfabrik Henry Lambertz GmbH & Co. KG (Lambertz-Gruppe) ist einer der führenden deutschen Hersteller für Backwaren und gilt als Weltmarktführer bei Herbst- und Weihnachtsgebäck sowie als deutscher Marktführer im Segment Biogebäck.
Ihr Name geht auf den Bäcker- und Konditormeister Henry Lambertz zurück, der den Betrieb Mitte des 19. Jahrhunderts durch seine neuen Kreationen zum Hoflieferanten führte. Die Lambertz-Gruppe vertreibt ihre Produkte sowohl über den Fach- und Lebensmittelhandel als auch überwiegend über Discounter, und hierbei jeweils etwa zur Hälfte als Handelsmarke und als Markenartikel. Zu dem umfangreichen Sortiment des Unternehmens gehören unter anderem Schokoladenerzeugnisse, Florentiner, Gebäckmischungen, Dauerbackwaren, gefüllte Waffelerzeugnisse, Fertigkuchen, Pralinen und Marzipan sowie Nougat-Produkte. Hinzu kommen Saisonartikel, die etwa die Hälfte der Gesamtproduktion ausmachen, wie beispielsweise diverses Weihnachtsgebäck. Daneben sind noch Bio-Produkte und Vitalgebäcke für Wellness, Fitness und Diät ins Sortiment aufgenommen worden.

## Geschichte

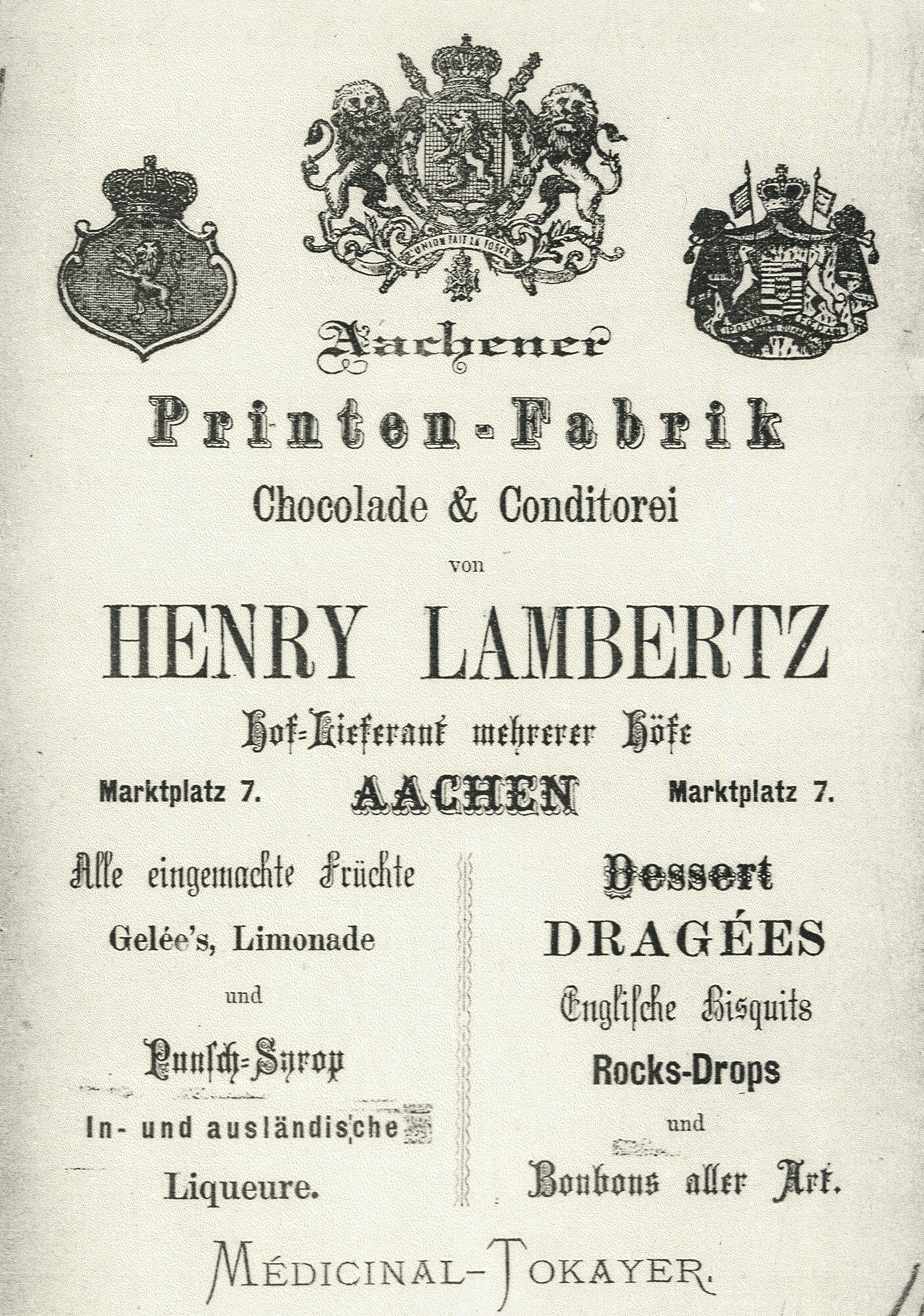
Anzeige 1874

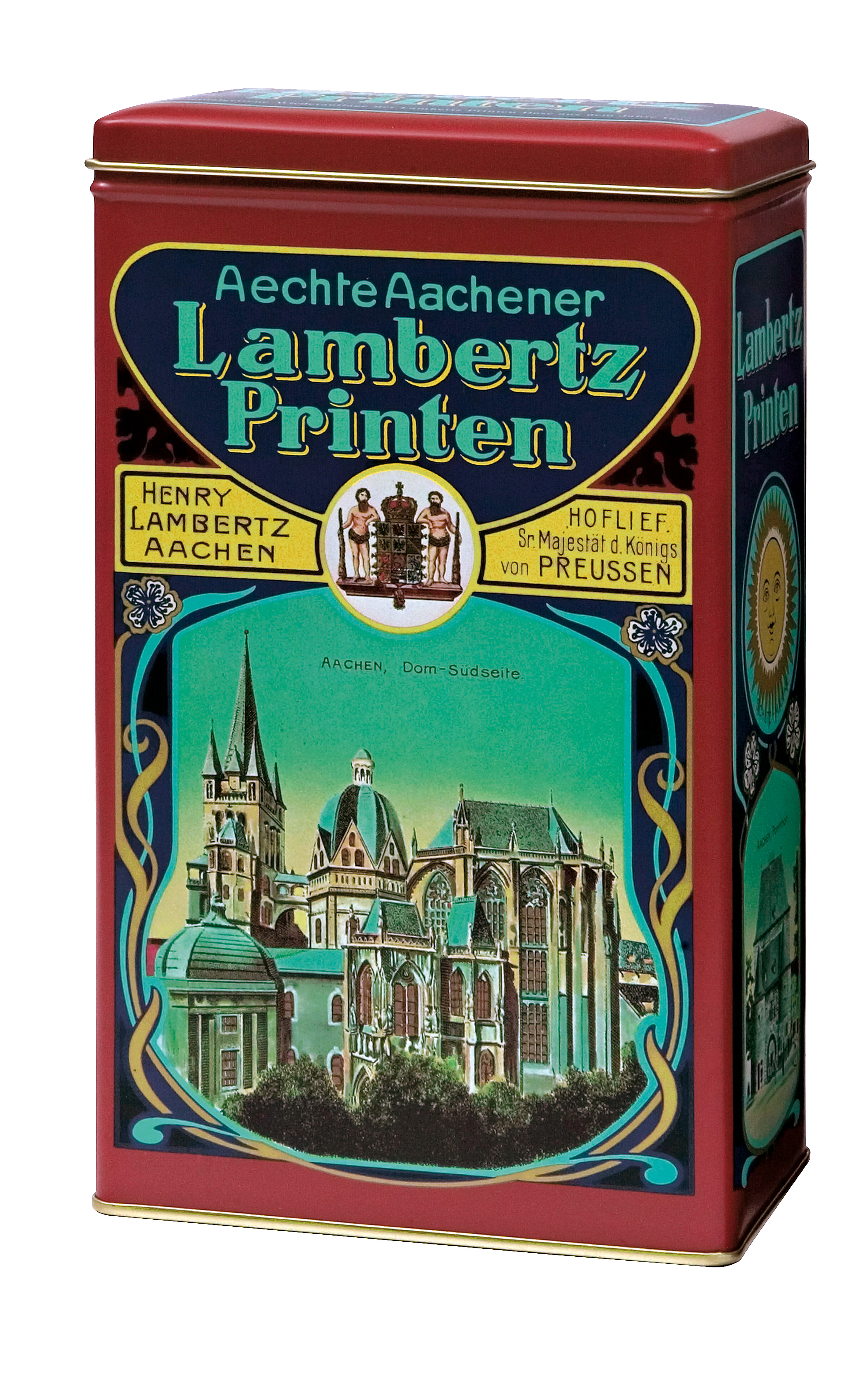
Historische Printendose

Die Ursprünge der Firma gehen auf den „Urgründer“ Zacharias Kreinsz zurück, welcher im Jahre 1688 die Konzession erhielt, im Haus Markt 7 in Aachen eine Bäckerei einzurichten. Dieses Haus war zu jener Zeit als Haus zum Grünen Schild bekannt und wurde später in Haus zur Sonne umbenannt. Im Jahr 1831 ließ sich der aus Erkelenz stammende Zuckerbäcker Johann Werner Lambertz in Aachen nieder, dessen Sohn Henry Lambertz nach Ausbildung im väterlichen Betrieb und Fortbildung im belgischen Huy, im Besonderen auf dem Gebiet der Printen- und Schokoladenherstellung, schließlich im Jahr 1860 das Haus zur Sonne am Markt 7 übernahm, in dem sich zuvor die Feinbäckerei und Konditorei des mittlerweile in Rente gegangenen Franz Fromm befunden hatte. Hier produzierte Lambertz nun Süßwaren aller Art sowie Pralinen, Dragées, Gelée, Desserts und eingemachte Früchte, sowie Sirupe, Liqueure und Punsch-Essenzen und vor allem Aachener Printen. Dieses ehemalige Gebildbrot aus dem Raum Dinant in Belgien, „Couques de Dinant“ genannt, wurde ursprünglich durch Wanderarbeiter, hier vor allem die Kupferschläger, verbreitet. Bereits seit der Kontinentalsperre war diesem Gebildbrot statt des Rohrzuckers, der nun nicht mehr aus Mittelamerika importiert werden konnte, Farinzucker und Zuckerrübensirup zugegeben worden, was den Teig dunkler, gröber, zäher und schwer formbar machte. Dieser Teig hatte aber den Vorteil, problemlos fabrikmäßig geformt und hergestellt werden zu können. Dadurch eignete sich diese Printenart wesentlich besser zum Versand und damit zum Erschließen neuer Printen-Märkte. Um 1820 wurde die Zutatenliste durch Zugabe unter anderem von Zimt, Anis, Nelken, Grüner Kardamom, Koriander, Piment, Orangeat und Ingwer verändert; die Kräuterprinte wurde entwickelt. Henry Lambertz begann ab 1860 in seinem Betrieb mit der Herstellung von Schokolade; er kreierte die Schokoladenprinte.
Spätestens ab 1872 wurde das Unternehmen von drei Adelshäusern mit dem Titel Hoflieferant ausgezeichnet, nachdem er unter anderem das belgische, niederländische und preußische Königshaus regelmäßig mit seinen Produkten beliefert hatte. Das Sonnen-Emblem des Hauses wurde nun auch zum Firmenlogo. Lambertz erweiterte sein Sortiment um englische Biscuits, in- und ausländische Liqueure sowie Medicinal Tokayer. Im Jahr 1874 wurde der Betrieb mit einer Dampfmaschine ausgestattet und 1876 entstand eine Filiale auf dem Friedrich-Wilhelm-Platz 10.
Wegen einer schweren Gallenblasenerkrankung entschloss sich Henry Lambertz mit notarieller Wirkung zum 16. September 1878 zum Verkauf seines Betriebes im Haus zur Sonne an den ehemaligen Bierbrauer Christian Geller (1829–1914), einen Verwandten aus einer Nebenlinie der Familie Lambertz. Im Jahr 1895 stiegen dessen Söhne Wilhelm (1867–1939) und Josef Geller (1869–1918) in die Geschäftsleitung ein. Henry Lambertz starb 1898. Das Unternehmen wurde unter der alleinigen Firmierung „Henry Lambertz“ weitergeführt und am 8. Juli 1899 als geschützte Wortmarke beim Deutschen Patent- und Markenamt angemeldet und am 4. Oktober 1899 eingetragen, klassifiziert unter Konditor- und Backwaren aller Art. Geller konnte auch die Bezeichnung „Hoflieferant“ übernehmen. Zum Gesamtbetrieb gehörten damals neben dem Stammsitz am Markt mit dem rückseitigen Zugang in der Augustinergasse (in der sich auch die Fabrik befand) noch die Filiale am Friedrich-Wilhelm-Platz und eine weitere am Dahmengraben 16. Im Jahr 1900 entstand unter anderem am Bergdriesch 6/12 in Aachen eine neue Fabrik. Nach den erheblichen Zerstörungen im Zweiten Weltkrieg wurde das Gesamtunternehmen von dem studierten Wirtschaftswissenschaftler Karl F. Kittelberger, der Wilhelm Gellers Tochter Paula (1898–1984) und Erbin des Unternehmens geheiratet sowie zwischenzeitlich die Geschäftsleitung übernommen hatte, am Bergdriesch wieder neu aufgebaut. Anfang der 1960er Jahre verlegte Kittelberger das Unternehmen erneut; es hat seitdem im Aachener Ortsteil Laurensberg in der Borchersstraße seinen Stammsitz. Lambertz war damals immer noch ein reiner Printenhersteller und belieferte ausschließlich Fachgeschäfte, wodurch das Überleben des Unternehmens auf Dauer gefährdet war.

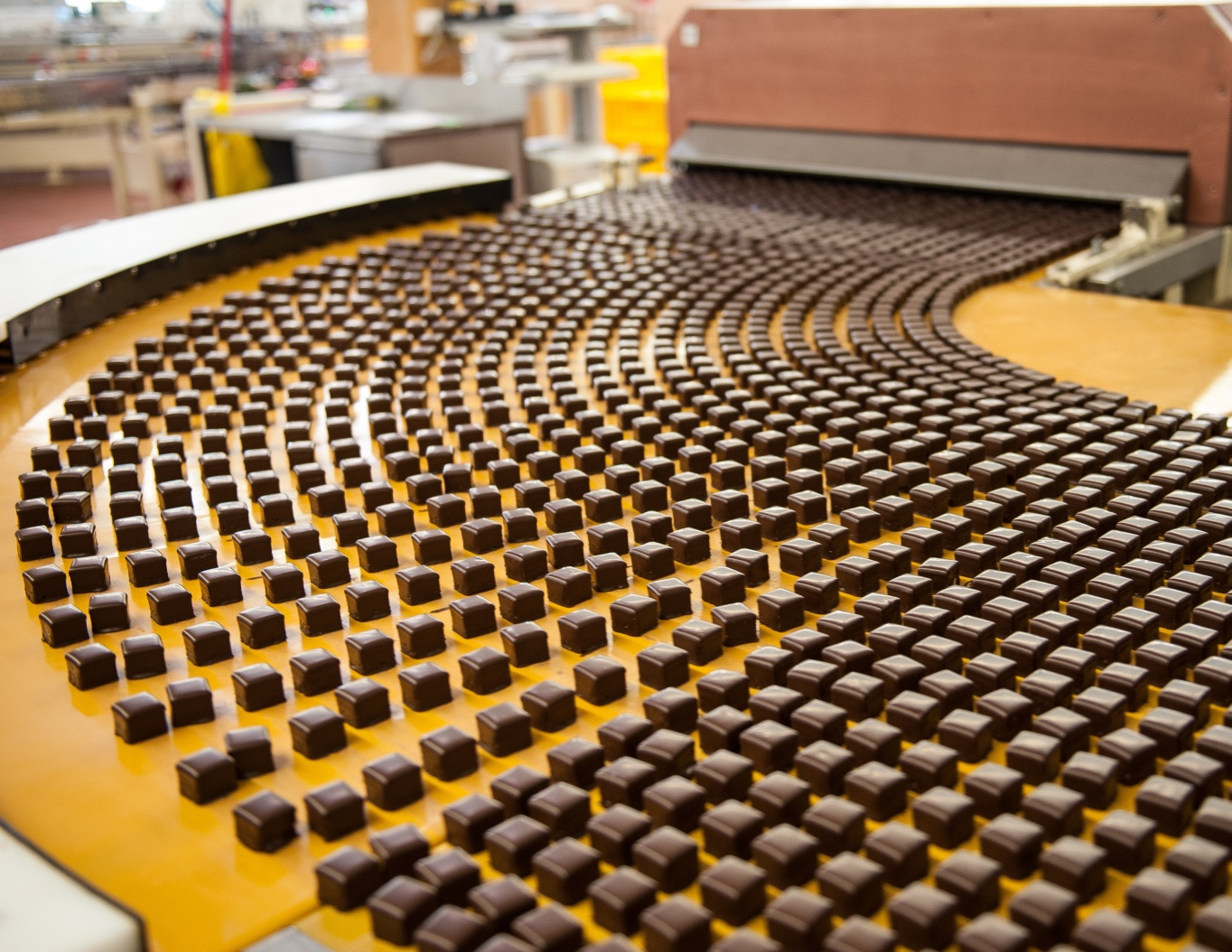
Dominostein-Produktionsanlage Lambertz

Ein Großbrand im Jahr 1977 verursachte einen massiven wirtschaftlichen Einbruch.
Bereits 1976 war Kittelbergers Neffe, Hermann Bühlbecker, als Assistent der Geschäftsleitung ins Firmenmanagement eingestiegen. Er übernahm 1978 in der Nachfolge seines Onkels die Gesamtleitung. Bühlbecker brachte bald die Dominosteine als Ganzjahressortiment auf den Markt, womit die Spezialisierung auf Printen durchbrochen wurde. Hinzu kamen mit der Zeit, vor allem durch strategische Zukäufe und Übernahmen, weitere klassische Produkte wie Lebkuchenherzen, Zimtsterne oder Spekulatius. Das Unternehmen produziert neben seinem Saisonangebot die erwähnten Ganzjahresprodukte (Gebäckmischungen, Monogebäcke, Kleinkuchen, Pralinen, diverse Gebäcke und Vitalgebäck).

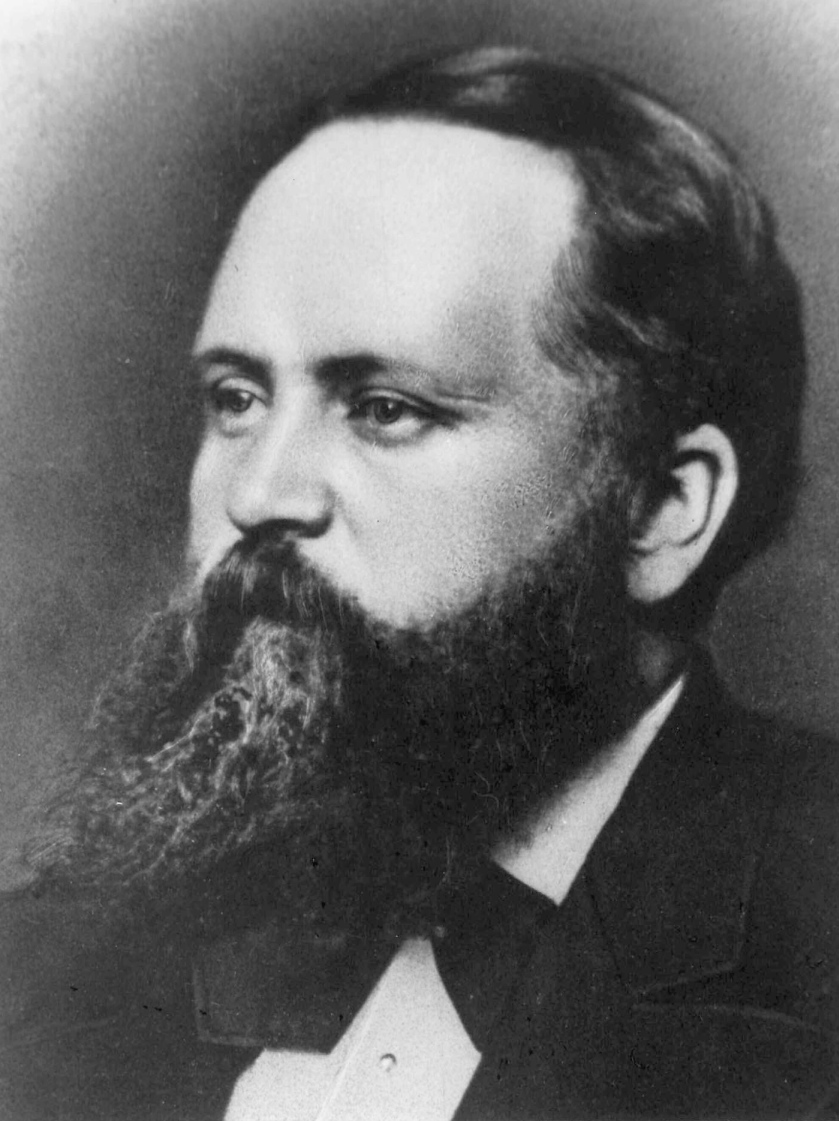
Henry Lambertz
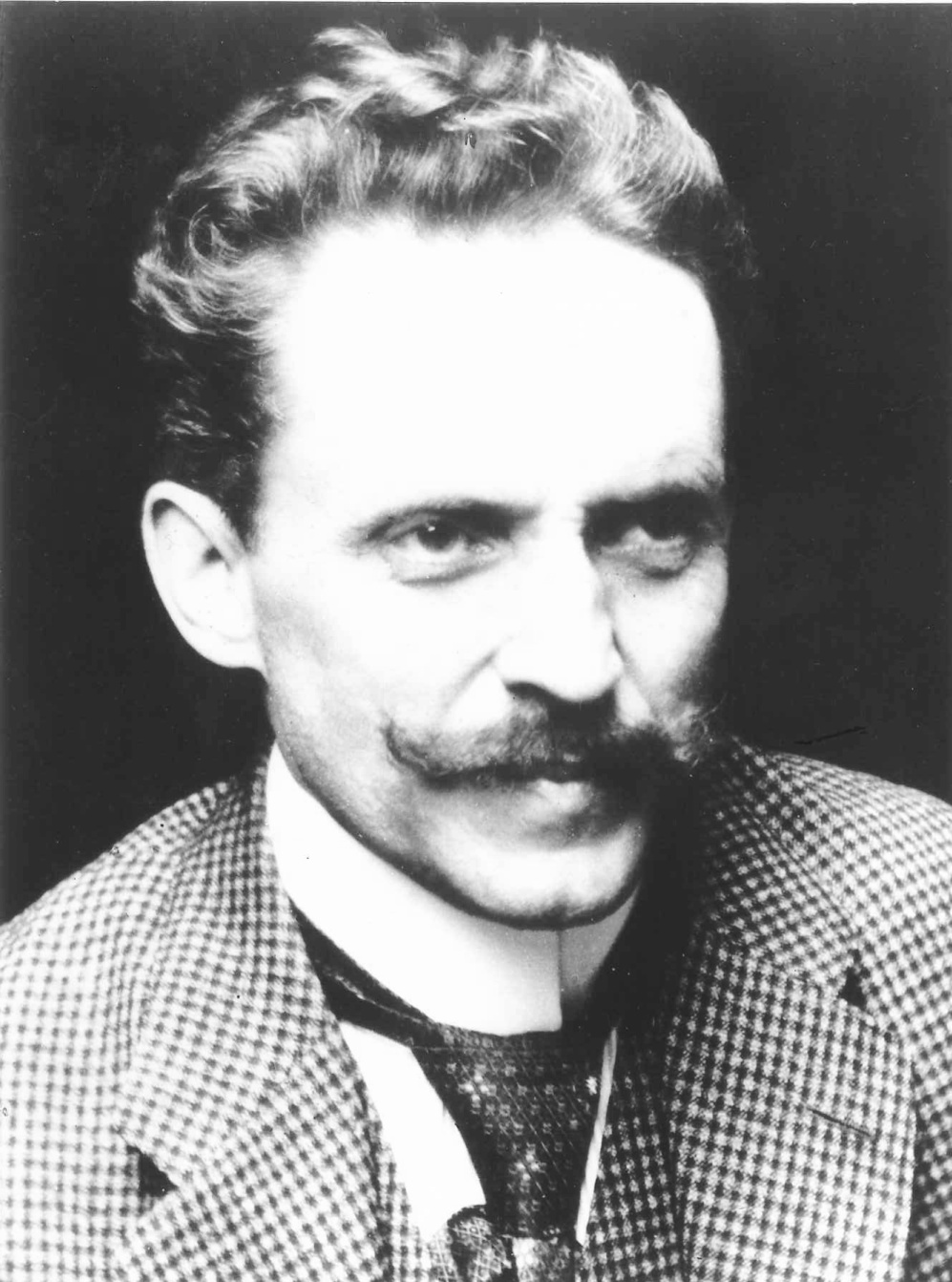
Wilhelm Geller
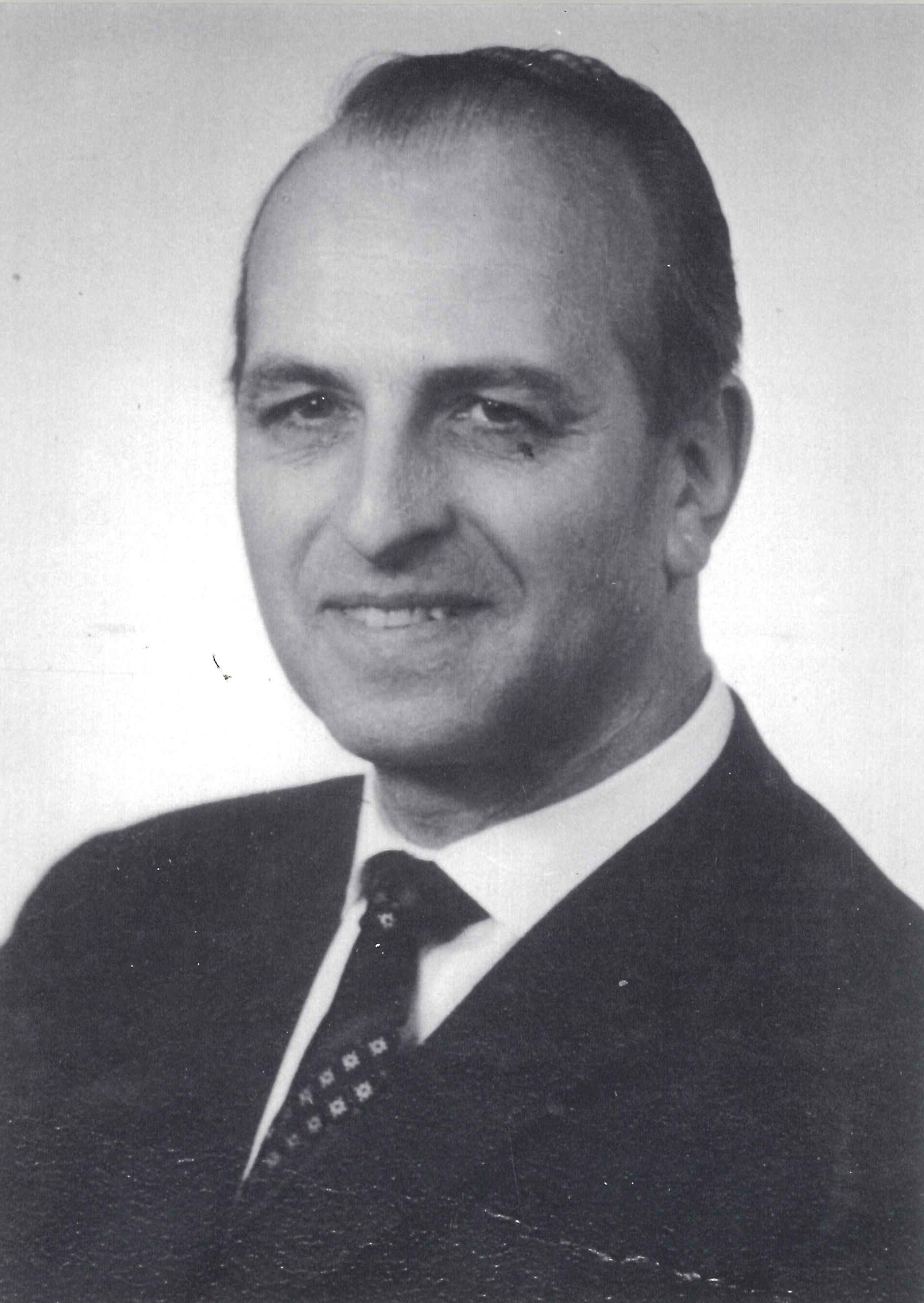
Karl Kittelberger
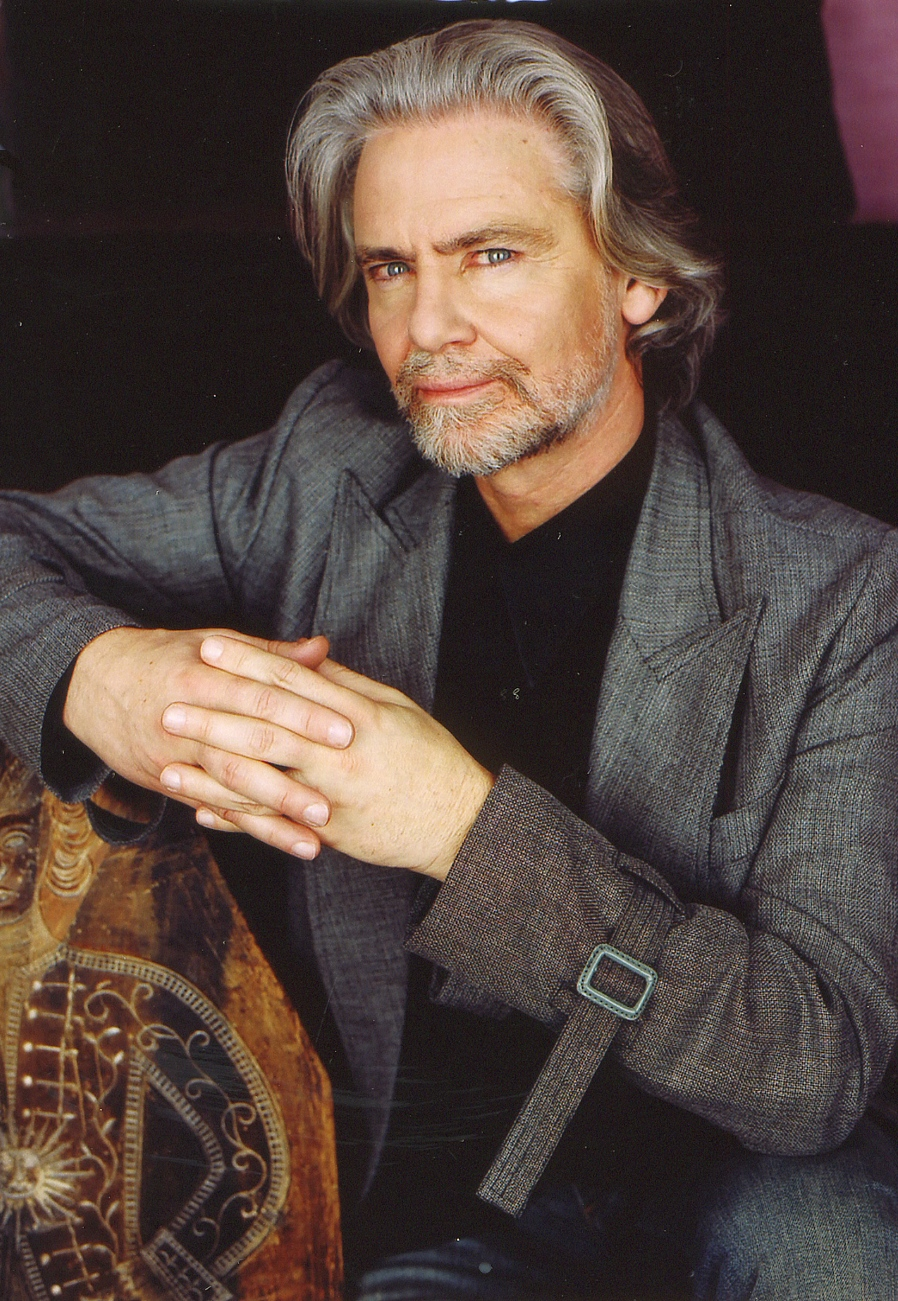
Hermann Bühlbecker

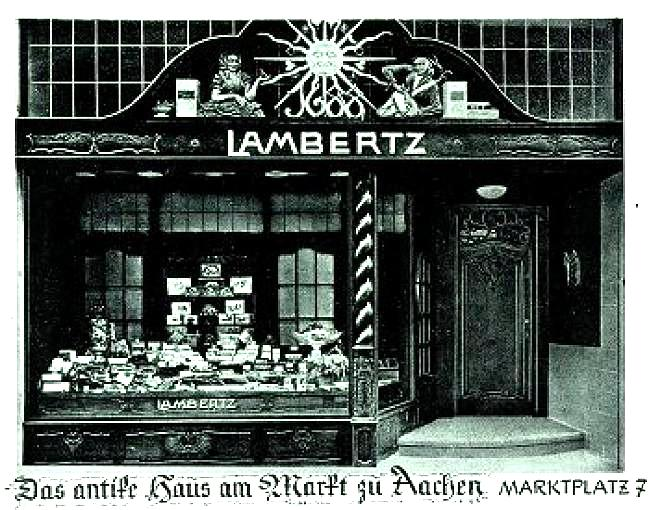
Lambertz-Zentrale Markt 7 zur Zeit von Henry Lambertz
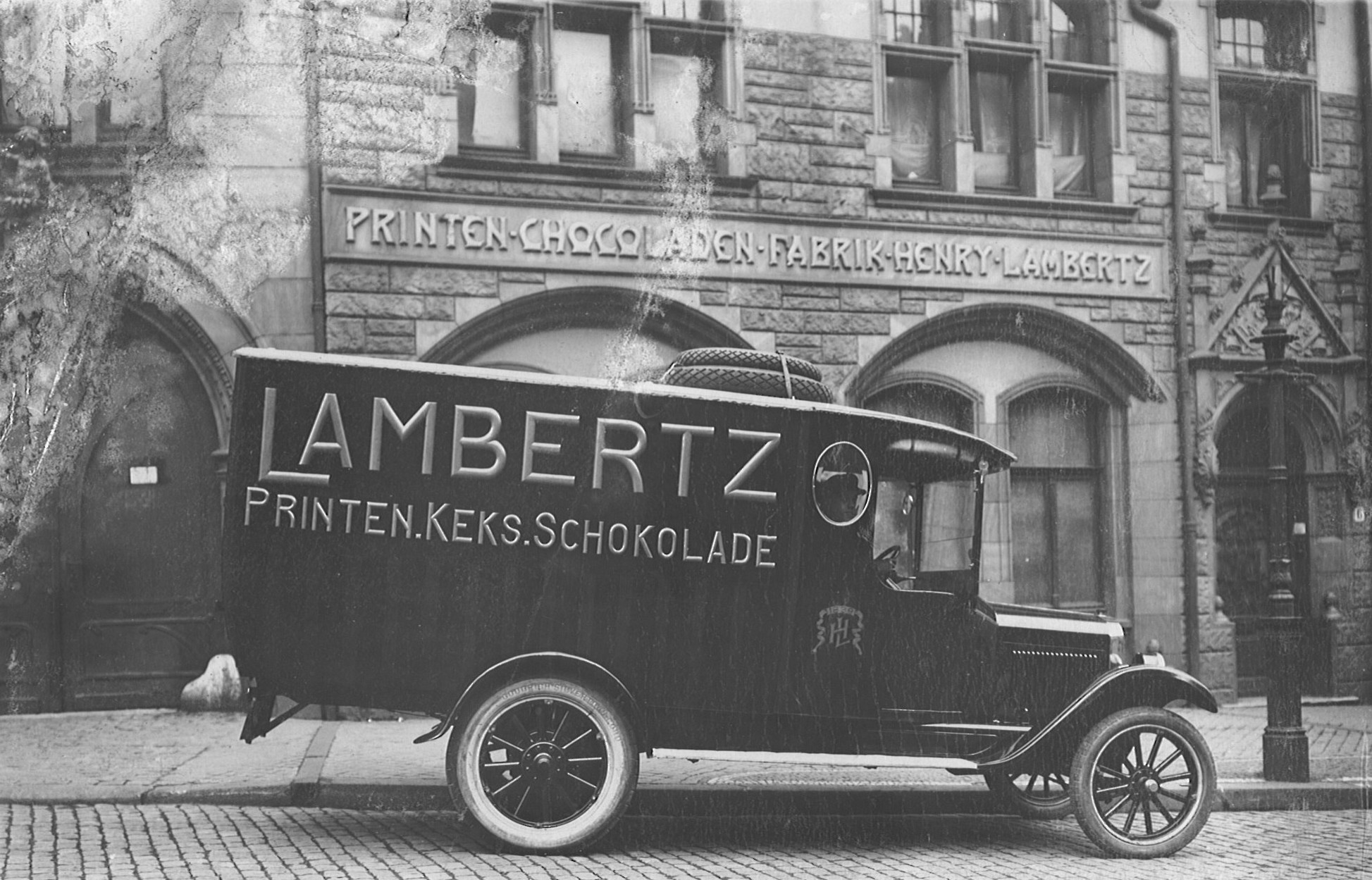
Filiale Bergdriesch um 1920 zur Zeit von Wilhelm Geller
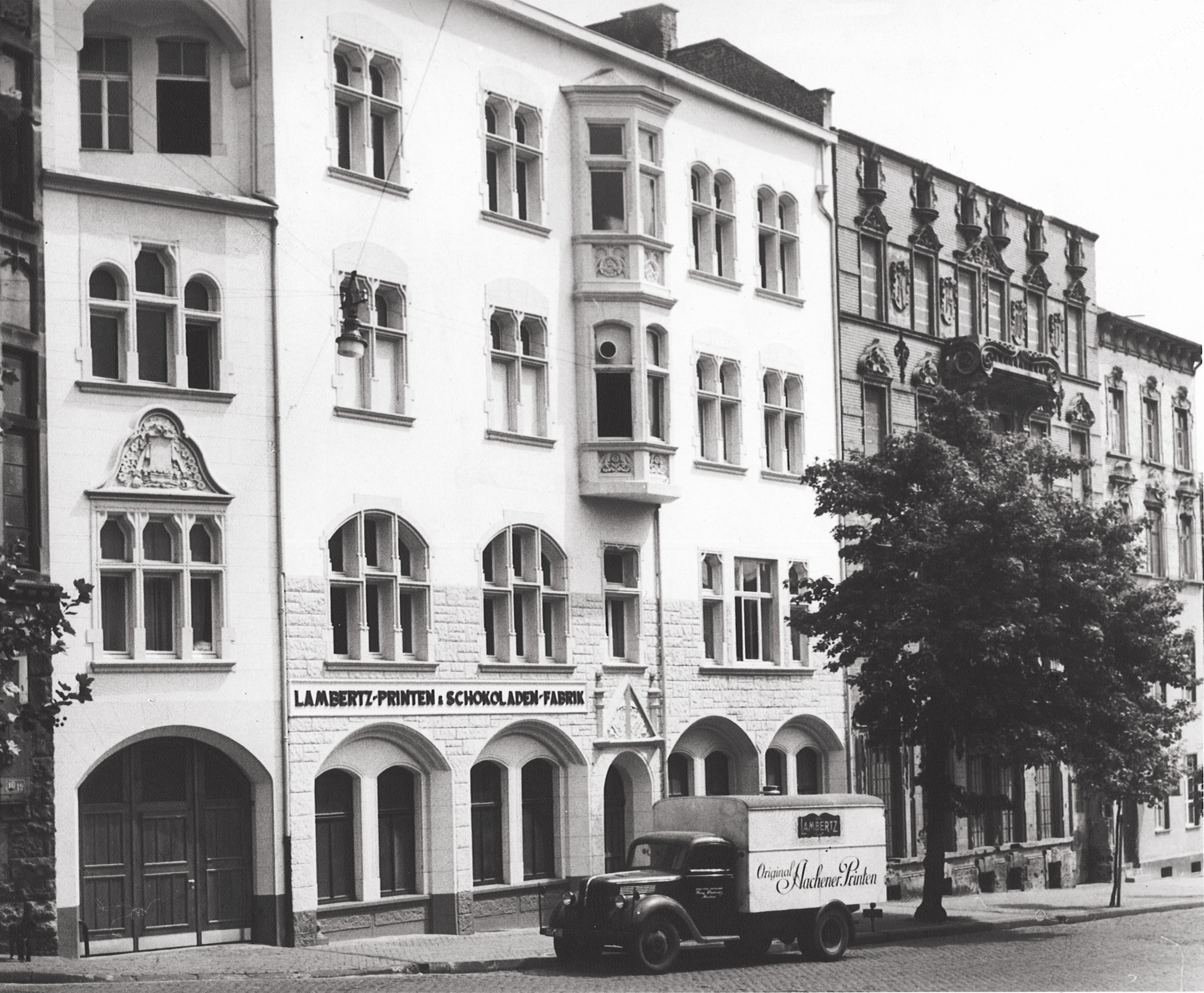
Zentrale Bergdriesch um 1950 zur Zeit von Karl Kittelberger
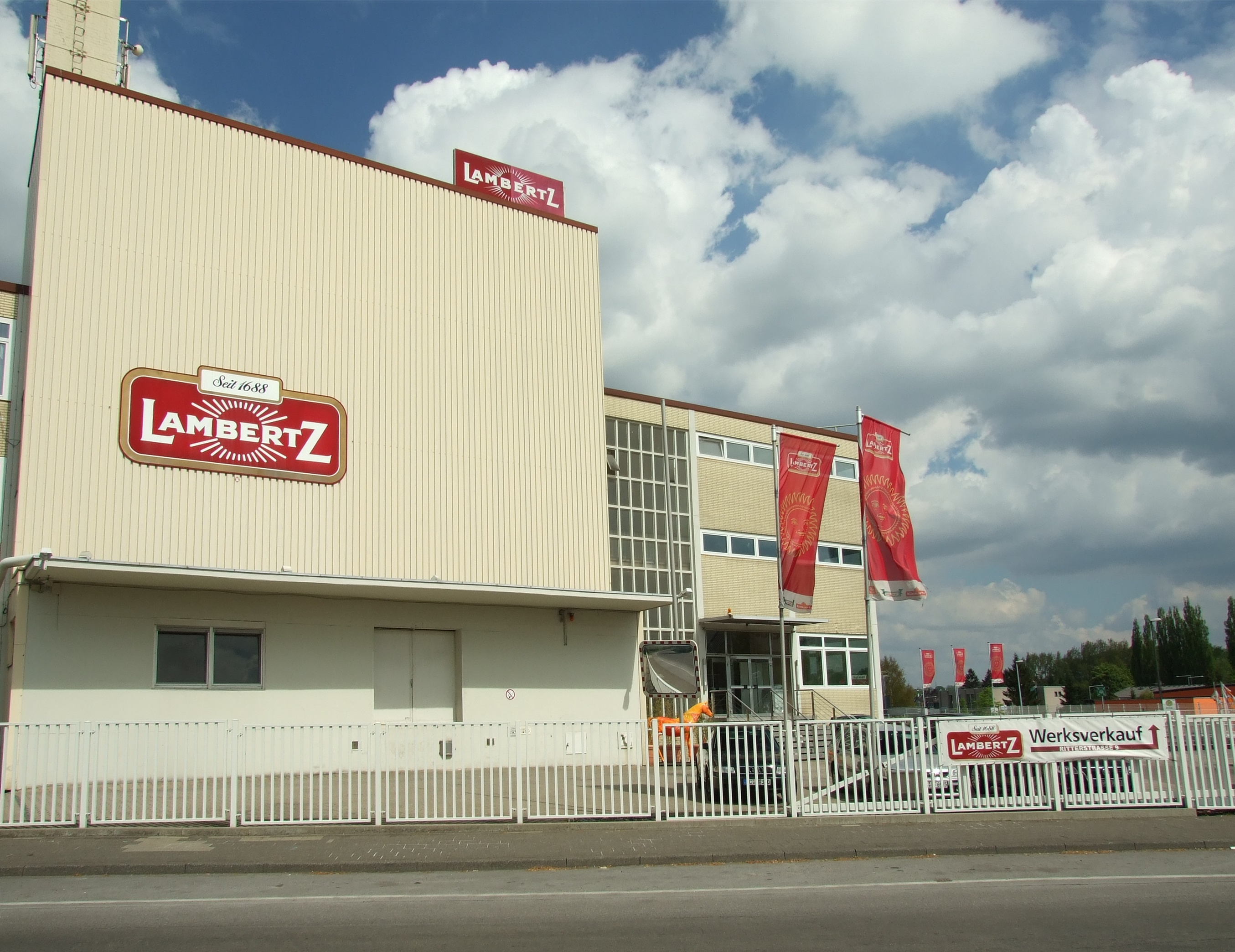
Stammwerk Borchersstraße Aachen (2010)
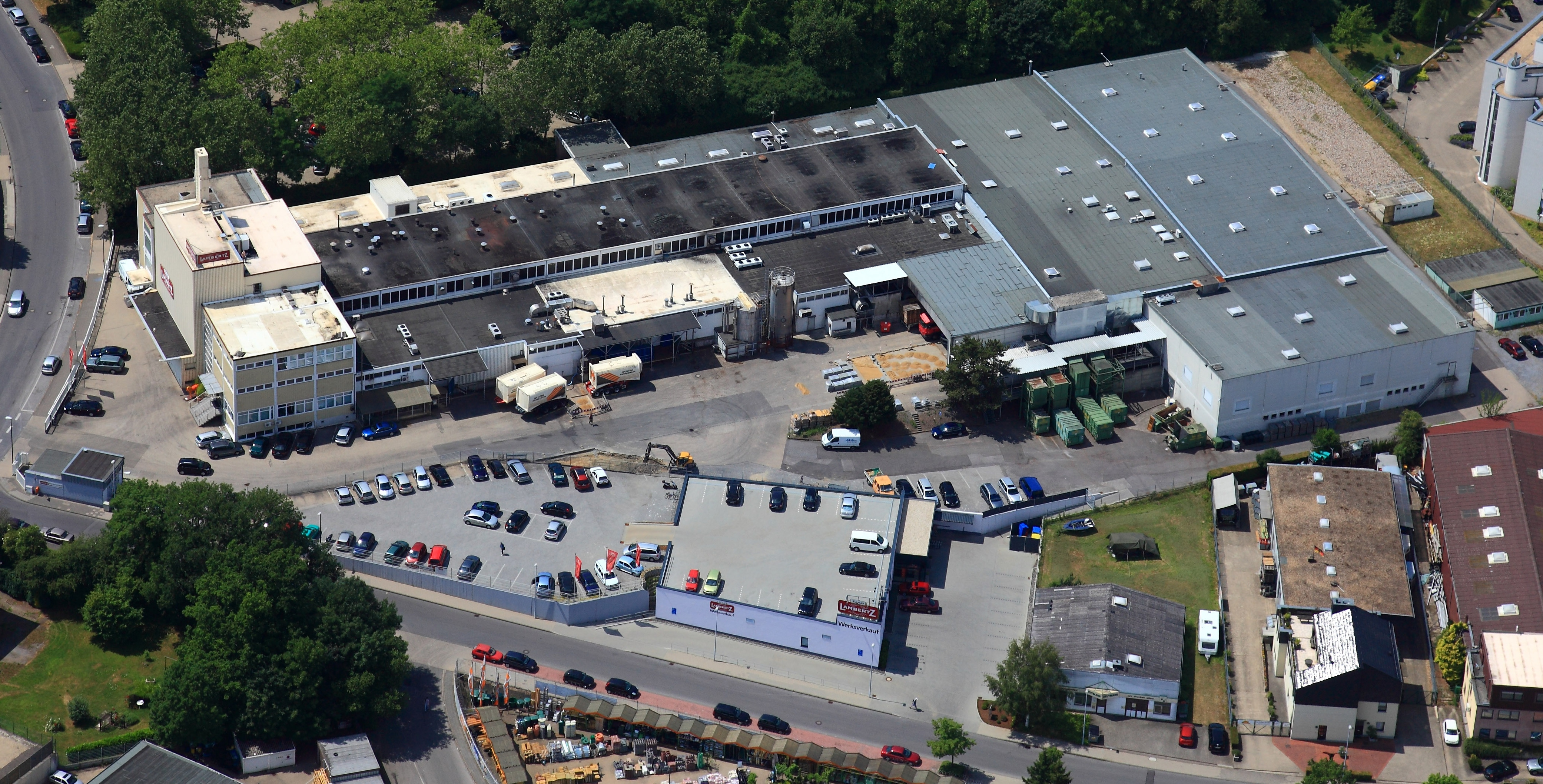
Luftbild des Stammwerks (2010)

## Tochterunternehmen

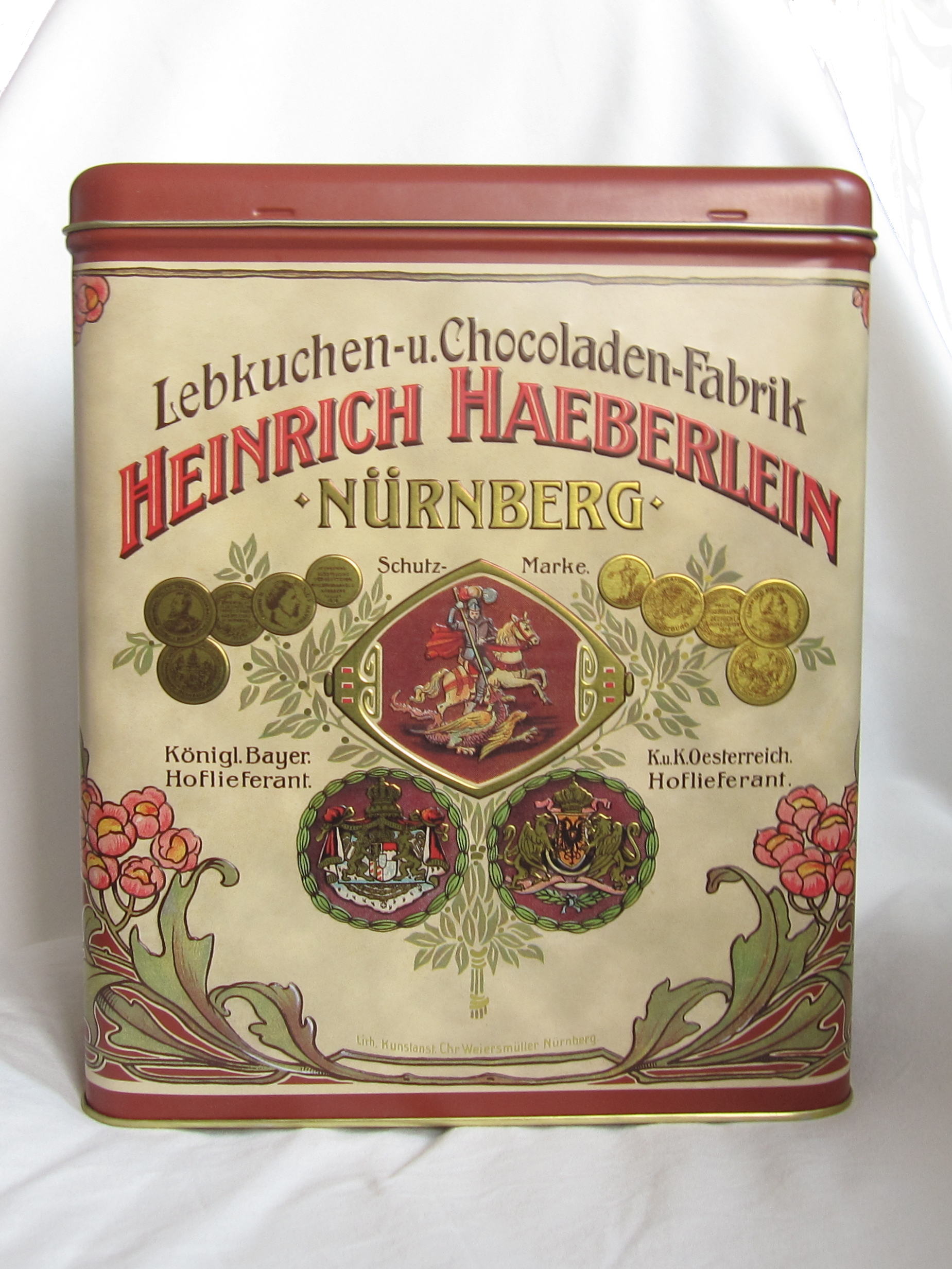
Historische Lebkuchendose von Heinrich Haeberlein

Im Zuge der Sicherung des Unternehmens auf dem Süßwarenmarkt entschloss sich Lambertz ab den 1990er-Jahren zu expandieren und übernahm teilweise ehemalige Konkurrenzfirmen sowie deren Produktionsanlagen und Produktpaletten als eigenständige Tochterunternehmen. So erwarb Lambertz 1994 zunächst die 1925 gegründete Max Weiss GmbH in Neu-Ulm, einen Hersteller von Lebkuchen süddeutscher Prägung, welche selbst 1965 die Firma Wolff in Nürnberg übernommen hatte. Ferner erwarb Lambertz Anfang 1999 die Backwarensparte der von Theo Schöller aufgebauten „Schöller-Holding GmbH & Co KG“, wozu zum einen die 1920 fusionierte „Vereinigte Nürnberger Lebkuchen- und Schokoladenfabrik Haeberlein-Metzger AG“ gehörte, deren Wurzeln sich bis 1492 bei Haeberlein und 1586 bei Metzger zurückverfolgen lassen. Zum andern kam durch diesen Zukauf auch der 1872 gegründete Würselener Gebäckspezialist „Kinkartz“ hinzu, welcher zuvor 1991 von Schöller übernommen worden war. Aus betriebswirtschaftlichen Gründen wurde Anfang 2015 eine der dortigen Produktionsstraßen in das polnische Werk Ruda Śląska verlagert und den damit frei werdenden Mitarbeitern eine Übernahme in der Lambertz-Zentrale angeboten.
Darüber hinaus erwarb die Lambertz-Gruppe noch die „Heemann Lebkuchen und Süßwaren-Spezialitäten GmbH“ in Ladbergen im Tecklenburger Land und im Jahr 2001 über die Feinbäckerei Otten aus Erkelenz, an der sie zu 50 Prozent beteiligt ist, die Marzipan- und Schokoladewarenfabrik Otto Scharschmidt GmbH aus Alzenau in Unterfranken, die auf die Herstellung von figürlichem Marzipan sowie schokolierten Früchten und Confiserie-Schokokugeln spezialisiert ist.
Im Jahr 1998 richtete die Lambertz-Gruppe eine neue Produktionsstätte im polnischen Kattowitz ein, wodurch anschließend auch der Durchbruch auf dem osteuropäischen Markt gelang. Damit verfügt die Lambertz-Gruppe derzeit über 25 Backstraßen an sieben Produktionsorten. In den USA besteht seit längerem ein Vertriebsbüro in Fairfield (New Jersey), da dort Handelsketten Lambertz-Produkte ins Sortiment aufgenommen haben. Im Sommer 2021 profitierte Lambertz davon, die von der Trump-Regierung im Oktober 2019 erlassenen Zölle über 25 % hat, für fünf Jahre ausgesetzt wurden.
Im Juni 2014 hat die Lambertz-Gruppe die Mehrheitsbeteiligung an der Dresdner Großbäckerei Dr. Quendt übernommen, die vor allem Russisch Brot, Christstollen, Oblaten und Dinkelchen herstellt. Die Mehrheitsbeteiligung wurde 2018 auf 100 % erhöht.
Darüber hinaus übernahm Lambertz mit Wirkung zum 1. Mai 2015 im Rahmen eines Asset Deals den Geschäftsbetrieb sowie die Maschinen und Ausstattung der ifri Schuhmann-Gruppe in Nürnberg, zu denen die Nürnberger Lebkuchen- und Dauerbackwarenfabrik ifri Schuhmann GmbH & Co. KG, die Burg Lebkuchen GmbH Nürnberg sowie die Josef Wendler Nougat Fabrik GmbH & Co. KG Nürnberg gehören und womit Lambertz erstmals auch Anbieter von Nougat-Produkten wurde.

## Nachhaltigkeit
Die Lambertz-Gruppe ist in die Organisation Roundtable on Sustainable Palm Oil (RSPO) eingetreten. Daraufhin sind alle Werke für den Einsatz von nachhaltigem Palmöl zertifiziert und die Produkte mit einem Nachhaltigkeitssiegel versehen worden. Die Organisation und deren Siegel sind allerdings umstritten und werden von Kritikern als Greenwashing bezeichnet. 
Im Sommer 2012 trat die Lambertz-Gruppe dem Forum Nachhaltiger Kakao bei.
Seit dem 1. Januar 2017 wird bei Lambertz-Jahresprodukten nur noch Fairtrade-Kakao verwendet.

## Sponsoring

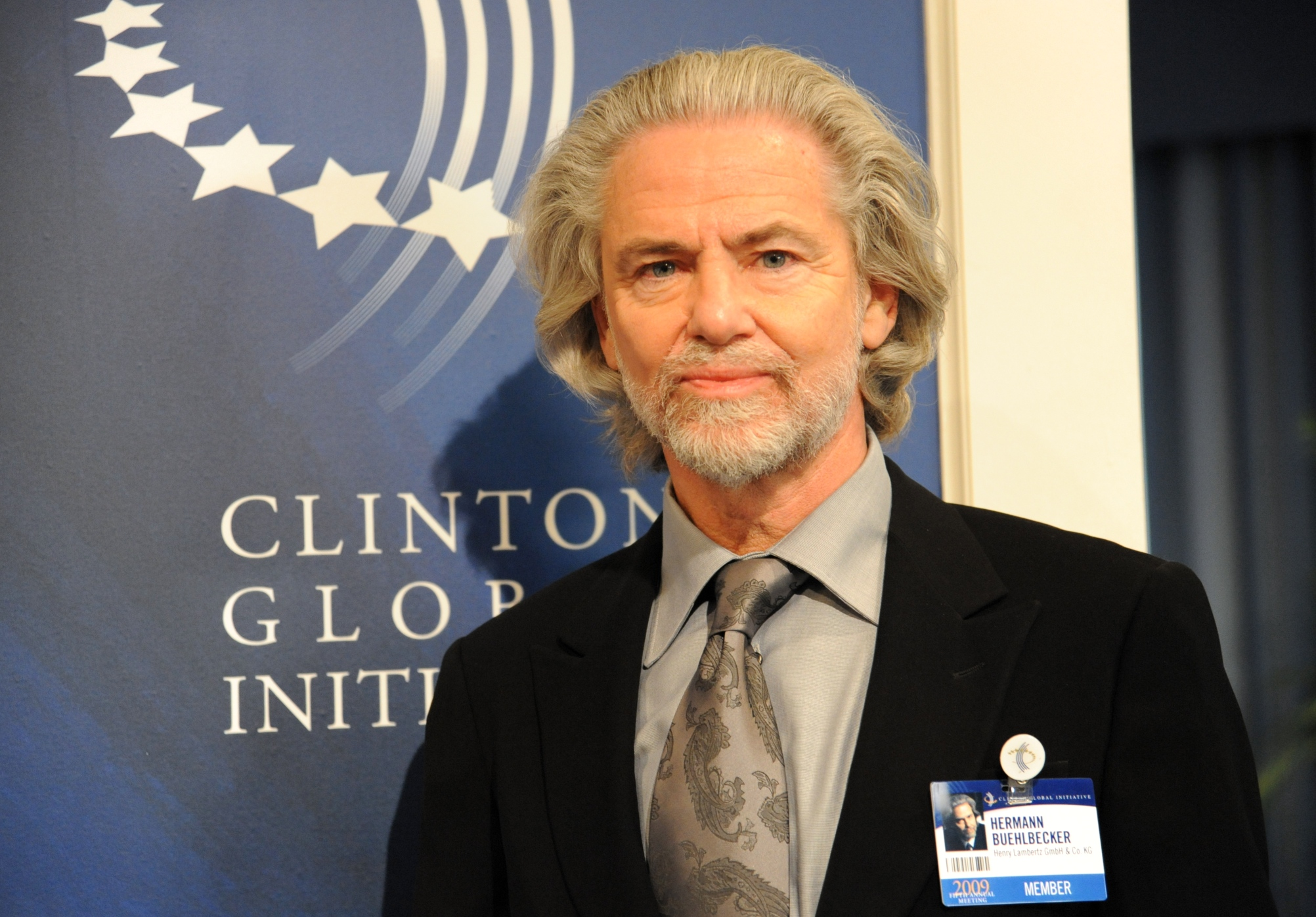
Hermann Bühlbecker bei der Clinton Global Initiative 2009

Die Lambertz-Gruppe gründete 2009 die Afghanistan-Initiative, mit der sie in Zusammenarbeit mit dem Auswärtigen Amt Deutschlands und der Deutschen Botschaft Kabul jungen Afghanen ermöglicht, eine Bäckerlehre zu absolvieren, nach deren erfolgreichem Abschluss sie dann mit einer finanziellen Starthilfe ausgestattet werden, um in ihrer Heimat ein Geschäft einzurichten.
Das Unternehmen fördert unter anderem die American Foundation for AIDS Research, die Elton John AIDS Foundation, die Clinton Global Initiative, die sich für den Kampf gegen Armut und gegen Global Warming sowie für Erziehung, Gesundheit etc. einsetzt, sowie mehrere nationale Projekte. Lambertz ist langjähriger Förderer des Karlspreises.
Lambertz sponsert im Bereich des Leistungssports unter anderem CHIO Aachen, Alemannia Aachen und die 1. Tennis-Bundesliga-Mannschaft des TK Kurhaus Aachen, die als TK Kurhaus Lambertz auftritt und im Jahre 2013 zum fünften Male Deutscher Meister wurde. Von 1991 bis 2010 war Lambertz auch Mitausrichter der Lambertz Open im Rahmen der ATP Challenger Tour.

## Auszeichnungen (Auswahl)
- 2004 von der Zeitschrift Impulse in die Gruppe der erfolgreichsten Familienunternehmen Deutschlands gewählt, erhielt
- 2009 den Markenpreis „Marken des Jahrhunderts“ des Deutschen Standards für seine Einzelunternehmen Lambertz und Haeberlein-Metzger,
- 2010 bis 2017 die Auszeichnung Weltmarktführer, verbunden mit dem Eintrag ins Lexikon der deutschen Weltmarktführer und
- 2011 die Auszeichnung „Aus bester Familie – 100 vorbildliche deutsche Familienunternehmen“ des Deutschen Standards
- 2017 die Auszeichnung „Superbrands Germany“ – Auszeichnung für hervorragende Markenführung[29]
- 2022 die Auszeichnung Sweetie Award für Produktneuheiten im Bereich Süßwaren und Snacks[30]

## Filme
- Printen, Promis, Präsidenten – Eine deutsche Wirtschaftsgeschichte Reportage aus dem Jahre 2009, Erstausstrahlung bei n-tv am 6. Dezember 2009, 45 Min.
- Die Printenkönige von Aachen – Lambertz. Dokumentarfilm, Deutschland, 2010, 44 Min., Buch und Regie: Peter Scharf, Produktion: WDR, Reihe: Dynastien in NRW, Erstausstrahlung: 19. November 2010.[31]